# Піски (Старобільський район)
Піски — село в Україні, у Новопсковській селищній громаді Старобільського району Луганської області. До повномасштабного вторгнення Російської Федерації населення становило 1392 осіб.
Село засноване у 1792 року. Розташоване на березі річки Айдар. Вона була місцем відпочинку піщан і гостей села. У Пісках діє є школа, дитячий садок, лікарня, сільський будинок культури, аптеки, магазини, перукарні, кафе, ательє, релігійні установи декількох конфесій та ін. Через Піски пролягає також міжнародна автомобільна траса, через яку курсують рейсові автобуси до РФ, зокрема, до Розсошу, Воронежу, Москви.
Село постраждало внаслідок геноциду українського народу, вчиненого урядом СРСР у 1932—1933 роках, кількість встановлених жертв — 218 людей.
З 2022 року перебуває під окупацією Російської Федерації.

## Люди
В селі народився Ковальов Олексій Володимирович (1932—2009) — артист балету, балетмейстер; народний артист УРСР.

## Також
- Перелік населених пунктів, що постраждали від Голодомору 1932-1933, Луганська область